# سیارک ۱۵۵۲۹۰
سیارک ۱۵۵۲۹۰ (به انگلیسی: 155290 Anniegrauer، نامگذاری:2005XJ40)۱۵۵۲۹۰مین سیارک کشف شده‌است که در ۰۵ دسامبر ۲۰۰۵ کشف شد.